# Nolana glauca
Nolana glauca  es una de las 49 especies pertenecientes al género Nolana presentes en Chile, el cual corresponde a la familia de las solanáceas (Solanaceae). Esta especie en particular es endémica con una distribución en el borde costero de la Región de Atacama y la Región de Coquimbo en Chile.

## Nombres vernáculos
Esta especie es conocida simplemente como 'Sosa'. 

## Importancia
Esta es especie conocida como 'Sosa' constituye una de las flores emblemáticas que aparecen durante la floración del fenómeno denominado Desierto florido.
Es considerada una planta con valor ornamental.

## Amenazas
Una de las principales amenazas de esta especie la constituyen factores antrópicos como la urbanización y ocupación del borde costero, por acción antrópica por el turismo y colecta de flores. Otra amenaza la constituye el pastoreo de ganado caprino y mular en el área.